# Godfred Karikari
Godfred Karikari, em mandarim 高梵·卡里卡利 (Kumasi, 11 de março de 1985) é um futebolista de Hong Kong que joga como atacante. Atualmente está sem clube.

## Carreira
Iniciou sua carreira no Fukien, em 2003. Jogou no clube auriverde até 2005, quando foi para o Hong Kong Rangers, onde permaneceu durante 3 temporadas.
Teve passagens de razoável destaque por Happy Valley (44 jogos e 10 gols) e TSW Pegasus (33 partidas e 20 gols) antes de deixar Hong Kong para atuar no futebol chinês durante 5 anos - vestiu as camisas de Henan Jianye, Shenzhen Ruby, Beijing Baxy e Qingdao Huanghai. Voltou a Hong Kong em 2018 para defender o R&F, atuando em 8 jogos e balançando as redes 2 vezes. Em junho de 2019, o técnico do R&F, Yeung Ching Kwong, afirmou que Karikari não ficaria no clube.

## Seleção
Nascido em Gana e cidadão honconguês desde 2012, Karikari estreou pela Seleção local no mesmo ano. É um dos 12 jogadores africanos que jogaram pelos Dragões, tendo atuado em 24 partidas e feito 4 gols no total.

## Títulos
Henan Jianye
- Primeira Liga Chinesa: 1 (2013)